# Борис (Добрев)
Єпископ Борис (в миру Васил Іванов Добрев; 10 березня 1953, Русе, Болгарія) — єпископ Болгарської Православної Церкви, єпископ Аґатонікійський.

## Біографія
Народився 10 березня 1953 року в місті Русе, розташованому на березі Дунаю в Болгарії.
Закінчив спочатку Софійську духовну семінарію, потім Богословський факультет Софійського університету.
З 1 лютого 1983 до осені 1991 викладав в Софійській духовній семінарії.
30 жовтня 1989 був пострижений у чернецтво в Петропавлівському монастирі в селі Златар.
9 листопада 1989 висвячений у сан ієродиякона в храмі святого архангела Михаїла в місті Преслав, а 24 грудня того ж року в церкві святителя Миколая у Варні — в сан ієромонаха.
Служив на парафіях в селах Беліша і Калейця Ловечської єпархії Болгарської Православної Церкви.
1 липня 1991 року рішенням Священного Синоду Болгарської Православної Церкви призначений настоятелем Болгарського подвір'я в Москві при Храмі Успіння Пресвятої Богородиці в Гончарах.
18 серпня 1994 возведений у сан архімандрита.
З 1 листопада 2001 року — головний секретар Священного Синоду Болгарського Патріархату і настоятель патріаршого храму-пам'ятника святого благовірного князя Олександра Невського в Софії.
15 січня 2004 призначений ігуменом ставропігійного Бачковського монастиря.

### Архієрейство
27 лютого 2008 рішенням Священного Синоду Болгарської Церкви було призначено вікарним єпископом з титулом Аґатонікійський.
22 березня того ж року в Успенській церкві Бачковського монастиря відбулася хіротонія архімандрита Бориса в вікарного єпископа Аґатонікійского, з залишенням його настоятелем Бачковської обителі.

### Скандали
У 2011 році через його відмови погасити свої борги перед телефонною компанією були відключені мобільні телефони всіх ієрархів Болгарського Синоду і Патріарха Максима.
У січні 2014 Священний Синод Болгарської православної церкви, розглянувши скарги на єпископа Бориса, заборонив йому здійснювати богослужіння до винесення остаточного рішення. 19 лютого Синод Болгарської Православної Церкви дозволив порушити проти нього церковно-судове розслідування і в той же день відсторонив від управління монастирем. До закінчення розслідування він повинен перебувати на послушностів Рильському монастирі. Також його ім'я виключено зі списків єпископів-кандидатів на митрополичі кафедри.
Причиною для розслідування Синодом поведінки єпископа послужив відеоролик, розміщений в інтернеті в грудні 2013 року, напередодні виборів на Варненську кафедру, одним з кандидатів на яку був єпископ Борис. На кадрах цього ролика відображені сцени сексуальних контактів чоловіка, схожого на єпископа Бориса, і трьох дам, які схожі на жінок, що працюють в Бачковській обителі. Сцена відбувається в приймальні Бачковського ігумена.